# Jesús Maria Corona
Jesús Maria Corona (Cudón, 18 de janeiro de 1871 – Barcelona, 1º de novembro de 1938) foi um arquiteto e escultor espanhol que realizou inúmeras obras no Rio Grande do Sul.
Pai de Fernando Corona, que também se destacou na arquitetura e escultura em Porto Alegre. Estudou arquitetura e escultura em León, recebendo o grau de arquiteto em Madri, em 1895. Construiu a torre da igreja de Balmaseda e fundou uma escola de artes em Durango.
Trabalhou em San Sebastian e em Vitória. Em novembro de 1909 participou da revolta republicana e por isso foi obrigado a se exilar em Buenos Aires, onde trabalhou nas figuras de mármore do Palácio do Congresso. Na cidade encontrou a João Vicente Friedrichs, que buscava novos artistas para seu ateliê.  Trabalhou na oficina de esculturas dele de 1910 a 1913 elaborando esculturas para diversas obras, como da agência central dos Correios e Telégrafos de Porto Alegre, atalantes reclinados no Banco da Província, a escultura Fortuna na residência dos Mariante e Noronha, o Teatro Petit Casino, a estatuária do Cinema Guarani e da Delegacia Fiscal.
Venceu o concurso para elaboração do projeto Catedral Metropolitana de Porto Alegre, onde foram premiados os desenhos de Theo Wiedersphan e Johan Ole Baade. Ali elaborou um projeto para uma vasta catedral neogótica com cinco naves e torres de 72 m de altura, com uma cripta em estilo manuelino. O projeto encontrou críticas de todos os lados, especialmente da Escola de Engenharia, o que levou ao seu abandono. Possivelmente ajudaram o fato de seu autor ter fama de anarquista e dos dois premiados, Wiederspahn e Baade, serem ambos protestantes. O Arcebispo remeteu os projetos para Roma e solicitou ao arquiteto da Cúria Romana, Giovanni Battista Giovenale, que procedesse a uma revisão.
Mais pobre do que tinha vindo, retornou para a Espanha em 1922, quando a demanda por seu trabalho diminui, reflexo da crise econômica pela qual passava o mundo. Faleceu, durante a Guerra Civil Espanhola, vítima de um bombardeio, sendo enterrado numa vala comum.